# Eleleis
Eleleis is een monotypisch geslacht van spinnen uit de  familie van de Prodidomidae.

## Soort
- Eleleis crinita Simon, 1893